# Andrej Tušer
Andrej Tušer (ur. 1937 w Tomášowie) – słowacki dziennikarz, medioznawca i nauczyciel akademicki.

## Życiorys
Początki jego kariery dziennikarskiej były związane z Kolejami Czechosłowackimi; pisał artykuły do czasopism kolejarskich („Bratislavská dráha”, „Bratislavský železničiar”, „Západoslovenský železničiar a „Železničiar”). Później pracował w redakcji dziennika „Večerník” jako redaktor, redaktor naczelny, sprawozdawca parlamentarny i komentator (1974–1979).
Pracował na Uniwersytecie Komeńskiego w Bratysławie, Uniwersytecie Katolickim w Ružomberku, Uniwersytecie św. Cyrylego i Metodego w Trnawie oraz w Bratysławskiej Wyższej Szkole Prawa. Obecnie wykłada na Wydziale Mediów Wyższej Szkoły Paneuropejskiej w Bratysławie, którego jest współzałożycielem. W 1997 r. zostal mianowany profesorem.
W latach 1983–2001 był redaktorem odpowiedzialnym w Novinárskom študijnom ústave, Národnom centre mediálnej komunikácie i Mediálnom informačnom centre. W latach 1998–2000 był dyrektorem wydawnictwa Media Plus i redaktorem naczelnym słowacko-angielskich periodyków „Euroforum” i „Slovak Trade Forum”.
Jego zainteresowania zawodowe koncentrują się wokół systemu i typologii mediów, metodyki twórczości medialnej, gatunków dziennikarskich i historii dziennikarstwa. Jest autorem 32 publikacji, w tym monografii, książek naukowych i praktycznych poradników. W swoim dorobku ma ponad 2000 tekstów publicystycznych; napisał ponad 160 studiów i artykułów naukowych. Został uhonorowany odznaczeniem Mercurius Veridicus ex Slovakia, przyznawanym przez Słowacki Syndykat Dziennikarzy.

## Wybrana twórczość
- Malá encyklopédia žurnalistiky (1982)
- Večerníky v Československu (1989)
- Šesťjazyčný terminologický slovník žurnalistiky (1989)
- Typológia periodickej tlače I (1995)
- Svet skratiek a značiek (1995, 1996)
- Kto bol kto v hospodárstve SR (1996–2000)
- Teória a prax novinárskych žánrov I (1998, 2001)
- Ako sa robia noviny (1999, 2003).